# نوتنغهامشير

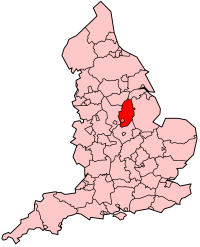

نوتنغهامشير (بالإنجليزية: Nottinghamshire) تسمى اختصاراً نوتس (بالإنجليزية: Notts) في الإقليم الشرق أوسطي تحاذي مقاطعة جنوب يوركشير و ثلاث مقاطعات أخرى .

## توأمة
لنوتنغهامشير اتفاقيات توأمة مع كل من:
- بوزنان
- تشيليابنسك (2000 - )[7]

## أعلام
- فرد وليامز
- بيرتي مي
- هيو ادوين ستريكلاند
- صموئيل بتلر
- دوق بورتلاند
- إدموند ألنبي
- غراهام بيل
- جون بارنز
- هيلين كريسويل
- أربيلا ستيوارت